# Doctorove, Berezivka
Doctorove (în ucraineană Докторове) este un sat în comuna Stari Maiakî din raionul Berezivka, regiunea Odesa, Ucraina.

## Demografie
Componența lingvistică a localității Doctorove
     Ucraineană (85,47%)
     Română (12,85%)
     Alte limbi (1,12%)
Conform recensământului din 2001, majoritatea populației localității Doctorove era vorbitoare de ucraineană (85,47%), existând în minoritate și vorbitori de română (12,85%).